# Orhan Çıkırıkçı
Orhan Çıkırıkçı (ur. 15 kwietnia 1967 w Kirklareli) – piłkarz turecki grający na pozycji lewego pomocnika.

## Kariera klubowa
Karierę piłkarską Orhan rozpoczął w klubie Eskişehirspor. W jego barwach przez dwa lata występował w tureckiej pierwszej lidze. W 1989 roku przeszedł do innego pierwszoligowca, Trabzonsporu i już w swoim pierwszym sezonie spędzonym w tym klubie występował w podstawowym składzie. Swój pierwszy sukces osiągnął już w 1990 roku, gdy dotarł do finału Pucharu Turcji, a w 1992 roku zdobył go. W sezonie 1994/1995 został zarówno wicemistrzem Turcji, jak i sięgnął po swój drugi w karierze krajowy puchar. Wicemistrzostwo turckiej ligi wywalczył także rok później, a w 1997 roku wystąpił w finale tureckiego pucharu. W Trabzonsporze grał do 2001 roku, ale nie osiągnął z tym klubem więcej sukcesów. Dla Trabzonsporu rozegrał łącznie 315 ligowych spotkań, w których zdobył 62 bramki. W sezonie 2001/2002 występował w Akçaabat Sebatspor w drugiej lidze, a po jego zakończeniu udał się na piłkarską emeryturę.

## Kariera reprezentacyjna
W reprezentacji Turcji Orhan zadebiutował 22 sierpnia 1991 roku w zremisowanym 0:0 towarzyskim meczu z Bułgarią. W 1996 roku został powołany przez selekcjonera Fatiha Terima do kadry na Euro 96. Tam wystąpił jedynie w przegranym 0:3 spotkaniu z Danią. Ostatni mecz w kadrze narodowej rozegrał w sierpniu 1996 roku przeciwko Belgii (1:2). Łącznie wystąpił w niej 28 razy i zdobył 2 bramki.